# Calestienne

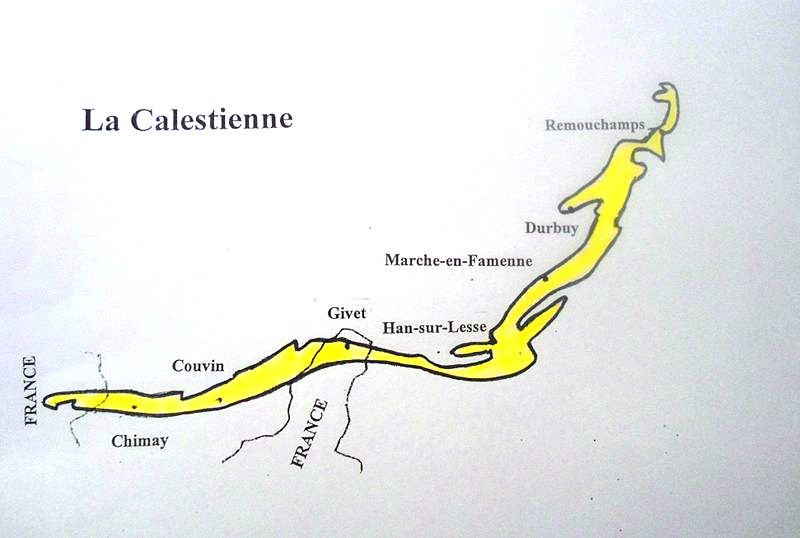
de locatie van de Calestienne

De Calestienne of Kalkzoom is een ongeveer 130 kilometer lange smalle geomorfologische streek van België, bestaande uit voornamelijk kalksteenrotsen die gevormd zijn in het Midden-Devoon. De hoogte gaat tot bijna 300 meter en is door de erosie reliëfrijk. Ze vormt de overgang tussen de lagergelegen Fagne-Famenne in het noorden en de hoger gelegen Ardennen in het zuiden.

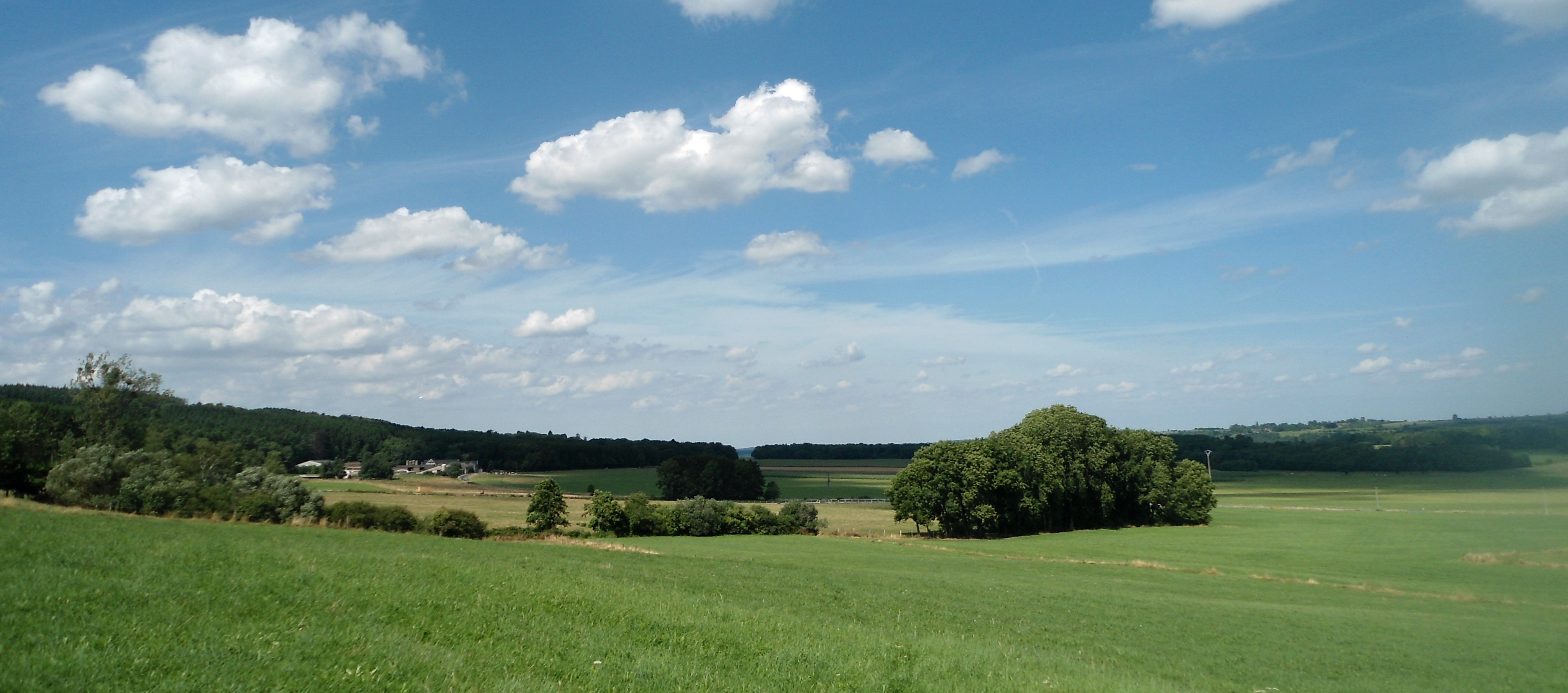
De Calestienne tussen Harzé en Xhoris

De Calestienne, in het Nederlands ook weleens "kalksteenstrook" of "kalksteenzoom" genoemd, loopt van Trélon net over de Franse grens in het westen tot Aywaille in de provincie Luik in het oosten. 

## Geomorfologie

### Topografie
Deze tussenliggende trede (op een hoogte tussen 250 en 300 m) tussen de Ardennen en de eigenlijke Famenne, is plaatselijk nog eens van de Ardennen gescheiden door een kleine depressie te wijten aan de geringere weerstand van schalie uit het Couviniaan die de basis van het Midden-Devoon vormen. 
De Calestienne vormt een horizontaal plateau van max. 2 km breed, gelegen op een hoogte van 250 tot 300 m (meer dan 100 m hoger dan de Famenne). Bij de Famenne blijft de kalksteen uit het Givetiaan nauw; een dwarse anticlinale structuur leidt plaatselijk tot een grotere uitbreiding, zoals op het plateau van Gerny (ten zuiden van Marche-en-Famenne) , dat 4 km breed is. Bij de Fagne is dit plateau van Givetiaan kalksteen uitzonderlijk breed.

### Karstgeomorfologie
De voet van de helling die dit plateau met de depressie verbindt is gekenmerkt door een bronniveau. In de kalkzoom bevinden zich opmerkelijke karstverschijnselen zoals paleo-oplossingsholtes of kryptokarst. Onder meer Couvin met de Neptunusgrot, Nismes met de abannets (oplossingsholtes), Viroinval met de Fondry des Chiens kryptokarst, Givet, Han met de Grotten van Han, de Grot van Lorette-Rochefort en de Grotten van Hotton liggen in de kalksteenzoom.
Het Geopark Famenne-Ardenne ligt in de streek.

### Voor-Ardense depressie
Aan de zuidzijde bestaat de grens tussen het kalkplateau en de Ardennen over het algemeen uit de voor-Ardense depressie (een kleine depressie in schalie uit het Couviniaan die zich tussen de Calestienne en de Ardennen bevindt) en een belangrijke helling. De depressie wordt vaak gevolgd door rivieren.

### Noordoostelijke eindvorm
Bij het noordoostelijke uiteinde van de Famenne, over de Ourthe te Durbuy, is het niet meer mogelijk de drie beschreven entiteiten te onderscheiden. Dit gebied heeft een complex reliëf ten gevolge van een ingewikkelde geologische structuur waar de verschillende gesteenten in geplooide stroken dagzomen en onderbroken worden door talrijke breuken. 